# Stichaeus nozawae
Stichaeus nozawae és una espècie de peix de la família dels estiquèids i de l'ordre dels perciformes.

## Descripció
- Fa 60 cm de llargària màxima.[8][9]

## Hàbitat i distribució geogràfica
És un peix marí, demersal (entre 5 i 120 m de fondària) i de clima temperat, el qual viu al Pacífic nord-occidental: des del sud de les illes Kurils, el mar d'Okhotsk, Hokkaido, el mar del Japó i l'estret de Tatària fins a la badia de Pere el Gran i l'illa de Honshu.

## Observacions
És inofensiu per als humans.